# Morning Brush
Morning Brush（モーニング・ブラッシュ）は、エフエム仙台（Date fm）が平日朝に放送している番組。2017年4月3日放送開始。放送時間は平日 7:30 - 11:00。

## 担当パーソナリティ
- 月曜　浅野彰信 （前番組『Crescendo』から続投）
- 火曜・水曜　千葉めぐみ （2021年4月6日 - ）
- 木曜・金曜　深井ゆきえ （2022年4月1日 - ）

過去の担当パーソナリティ
| 期間     | 期間      | 月曜     | 火曜・水曜 | 木曜・金曜 |
| -------- | --------- | -------- | ---------- | ---------- |
| 2017.4.3 | 2021.4.2  | 浅野彰信 | 風間みなみ | 舟倉薫     |
| 2021.4.5 | 2022.3.31 | 浅野彰信 | 千葉めぐみ | 舟倉薫     |
| 2022.4.1 | 現在      | 浅野彰信 | 千葉めぐみ | 深井ゆきえ |

## 主な番組内コーナー
コーナー内容・タイトルともに、『Crescendo』のものをほぼそのまま受け継いでいる。「FIVE research!」も、『Crescendo』内で放送していた「クレッシェン堂」とコンセプトは同一である。
- 7:30 - オープニング・天気
- 7:35 - Traffic Information
- 7:41 - LOCO FOCUS
- 7:55 - Date fm NEWS（『OH! HAPPY MORNING』内のニュースをネット受け）
- 8:00 - SUZUKI TODAY'S KEY NUMBER[1]（以降8:20までJFNのAラインネット番組枠）
- 8:09 - 今日のスポーツ
- 8:10 - NEW TREND ONE
- 8:25 -  Traffic Information
- 8:30 - スポタメ
- 8:35 - 塩沼亮潤 大阿闍梨 今朝の一言
- 8:45 - Weather Information
- 8:50 -  Traffic Information
- 8:55 - Date fm NEWS（『JFNニュース』をネット受け）
- 9:05 - 井ケ田 Four Seasons Diary
- 9:15 - FIVE research!
- 9:35 - Weather Information
- 9:45 - ジョイフルSENDAI（市政情報コーナー）
- 9:55 - FUJISAKI Precious Voices - 庄子久子
- 10:08 - SOUND FILE
- 10:20 - ジャパネットたかたラジオショッピング
- 10:35 - AROUND THE MIYAGI（県政情報コーナー）
- 10:45 - Weather Information
- 10:50 - Traffic Information
- 10:55 - エンディング